# Šujskij (famiglia)
Šujskij (in russo Шуйский?) era una famiglia russa, del ramo dei Romanov, protagonista delle rivolte di palazzo della Moscovia del XVI e del XVII secolo. Perseguitati da Ivan il terribile, ripresero il sopravvento dopo la sua morte.
Basilio Šujskij, nato nel 1547, grazie all'appoggio dei boiari divenne zar nel 1605. In quello che prende il nome di "periodo dei torbidi" la Moscovia veniva devastata da lotte feudali e truppe polacche e svedesi la razziavano. Basilio Šujskij si ritrovò assediato a Mosca e destituito dagli stessi boiari nel 1610, e andatosene dal paese morì due anni dopo in Polonia.